# Sabine Dabringhaus
Sabine Dabringhaus (* 3. Februar 1962 in Freiburg im Breisgau) ist eine deutsche Historikerin. Seit Dezember 2008 lehrt sie als Professorin für außereuropäische Geschichte (Schwerpunkt Ostasien) an der Universität Freiburg.

## Leben und Wirken
Sabine Dabringhaus besuchte das humanistische Friedrich-Gymnasium Freiburg. Die China-Romane von Pearl S. Buck brachten sie erstmals mit China und seiner Geschichte in Kontakt. Sie studierte Geschichte, Sinologie und Politikwissenschaft an den Universitäten Freiburg und München. Wichtige akademische Lehrer waren Peter-Joachim Opitz und Gudula Linck. Im Jahr 1984 reiste sie mit einem DAAD-Stipendium erstmals nach China. Zusammen mit einer japanischen Kommilitonin studierte sie von 1986 bis 1990 als erste ausländische Doktorandin an einer chinesischen Hochschule. Im Jahr 1990 wurde sie an der Chinesischen Volksuniversität promoviert mit ihrer in den drei vorhergehenden Jahren verfassten Dissertation Die Tibet-Politik des Song-Yun. Im folgenden Jahr war sie als wissenschaftliche Angestellte am Historischen Seminar der Universität Freiburg tätig. Von 1994 bis 2002 war sie Wissenschaftliche Angestellte bei Roderich Ptak am Historischen Seminar der Ludwig-Maximilians-Universität, wo sie im Jahr 2003 mit der Arbeit Territorialer Nationalismus, Geschichte und Geografie im China der Republikzeit habilitiert wurde.
Von 2003 bis 2008 war sie als Juniorprofessorin für neuere und außereuropäische Geschichte am Historischen Seminar der Universität Freiburg tätig. Seit 2007 ist sie Vorstandsmitglied im Arbeitskreis für Außereuropäische Geschichte. Im Jahr 2008 wurde Dabringhaus Professorin für außereuropäische Geschichte mit dem Schwerpunkt Ostasien an der Universität Freiburg. Damit wurde die einzige W3-Professur für Chinesische Geschichte innerhalb eines deutschen historischen Instituts geschaffen. Sie ist Mitherausgeberin des Periplus: Jahrbuch für Außereuropäische Geschichte und des Journals Qing History Overseas Research und seit 2016 Mitglied des Wissenschaftlichen Beirats der Historischen Zeitschrift. Sie ist seit 2018 ordentliches Mitglied der Heidelberger Akademie der Wissenschaften
Dabringhaus' Forschungsschwerpunkte sind die Qing-Dynastie im Kontext der vergleichenden Imperiumsforschung, Hofgesellschaften in Europa und Asien, die Geschichte Zentralasiens (besonders Tibet und Mongolei) chinesischer Nationalismus im 20. Jahrhundert sowie der kommunistische Umbruch in China und die langfristigen politischen Entwicklungen in der Volksrepublik China. Außerdem forscht sie über die kulturellen Wurzeln der chinesischen Modernität und der chinesischen Auswanderer in Südostasien. Sie veröffentlichte 2008 eine knappe Mao-Biographie. Es geht ihr in der Darstellung „um die Strukturen hinter der Persönlichkeit, die in den Entscheidungen eine wichtige Rolle spielten.“. Für den Oldenbourg Grundriss der Geschichte legte sie 2006 eine Geschichte Chinas von 1279 (dem Beginn der mongolischen Yuan-Dynastie) bis 1949 (der Ausrufung der sozialistischen Volksrepublik) vor. Sie veröffentlichte 2009 eine Geschichte Chinas im 20. Jahrhundert.
Sabine Dabringhaus ist mit dem Historiker Jürgen Osterhammel verheiratet.

## Schriften (Auswahl)
- (Hrsg.) Johann Christian Hüttner: Nachricht von der Britischen Gesandtschaftsreise durch China und einen Teil der Tartarei 1792–94. Herausgegeben, eingeleitet und erläutert. Thorbecke, Sigmaringen 1996, ISBN 3-7995-0600-4.
- Geschichte Chinas von der Mongolenherrschaft bis zur Gründung der Volksrepublik (= Oldenbourg Grundriss der Geschichte. Bd. 35). Oldenbourg, München 2006, ISBN 3-486-55761-0; 3., überarb. und aktual. Auflage unter dem Titel: Geschichte Chinas 1279–1949. Oldenbourg, München 2006, 2015, ISBN 978-3-486-78113-7.
- Territorialer Nationalismus, Geschichte und Geographie im China der Republikzeit (1900–1949). Böhlau, Köln u. a. 2006, ISBN 3-412-35205-5.
- Mao Zedong. Beck, München 2008, ISBN 978-3-406-56239-6.
- Geschichte Chinas im 20. Jahrhundert. Beck, München 2009 (3. überarb. u. aktualisierte Auflage 2015, ISBN 978-3-486-78112-0).